# Madball
A Madball egy 1988-ban alakult amerikai hardcore-banda. Jelenlegi tagjai: Freddy Cicien, Matt Henderson, Jorge Guerra és Mike Justian. A zenekar a New York Hardcore mozgalom részeként alakult meg. A zenekar a népszerű Agnostic Front nevezetű hardcore-csapat mellékprojektjeként alakult meg. Eredetileg az AF énekese, Roger Miret is szerepelt a Madballban. Eddigi fennállásuk alatt 9 nagylemezt jelentettek meg. Először 1988-tól 2001-ig működtek, majd 2002-től napjainkig.

## Diszkográfia

### Stúdióalbumok
- Set It Off (1994)
- Demonstrating My Style (1996)
- Look My Way (1998)
- Hold It Down (2000)
- Legacy (2005)
- Infiltrate the System (2007)
- Empire (2010)
- Hardcore Lives (2014)
- For the Cause (2018)